# Karpîlivka, Rokîtne
Karpîlivka (în ucraineană Карпилівка) este o comună în raionul Rokîtne, regiunea Rivne, Ucraina, formată numai din satul de reședință.

## Demografie
Componența lingvistică a comunei Karpîlivka
     Ucraineană (99,77%)
     Alte limbi (0,19%)
Conform recensământului din 2001, majoritatea populației comunei Karpîlivka era vorbitoare de ucraineană (99,77%), existând în minoritate și vorbitori de alte limbi.